# Гаврилець Ганна Олексіївна

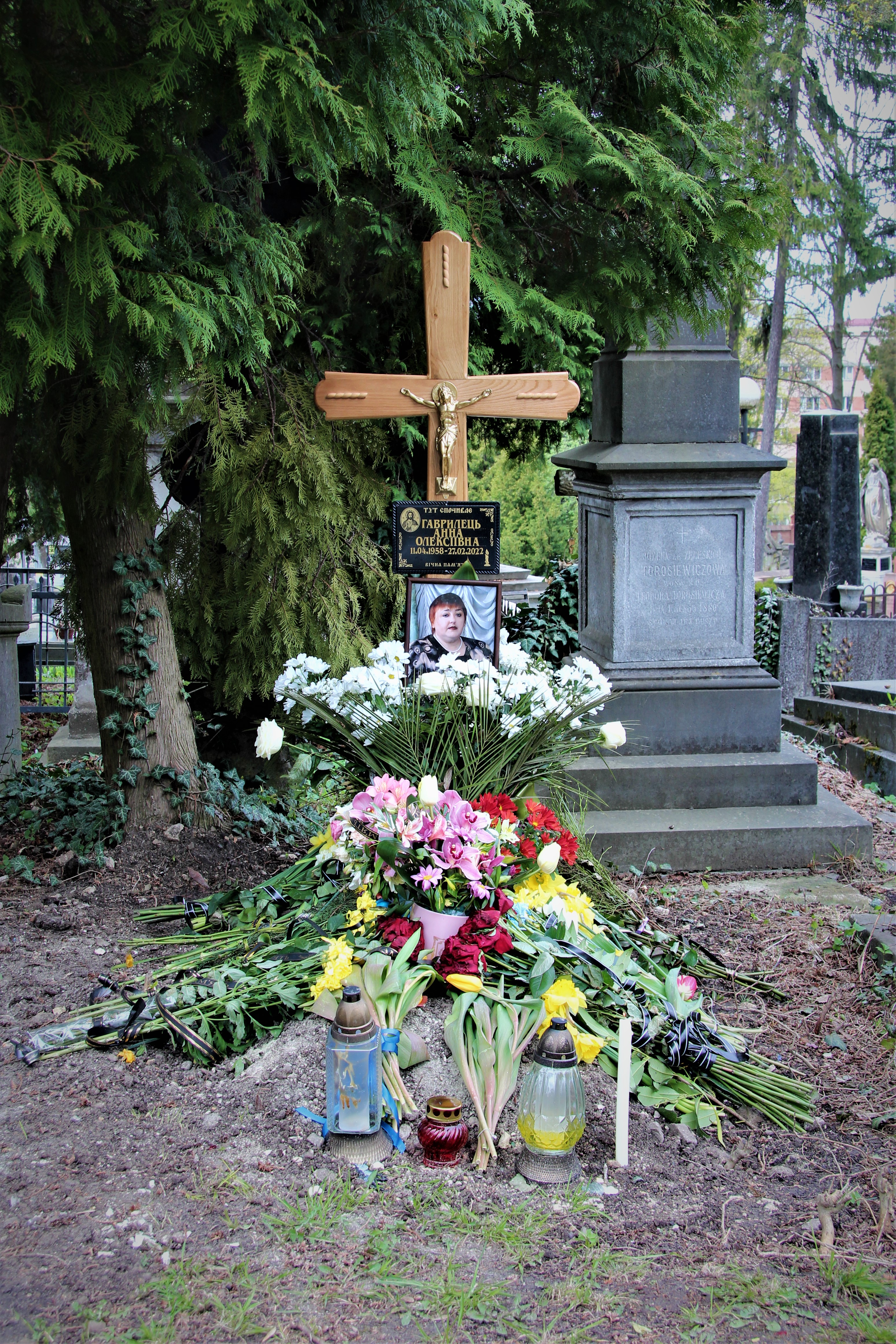
Могила Ганни Гаврилець на 2 полі Личаківського цвинтаря відразу після похорону

Га́нна Олексі́ївна Гавриле́ць (до шлюбу Фроляк, лат. Hanna Havrylets, 11 квітня 1958, село Видинів, Снятинського району, Івано-Франківської області — 27 лютого 2022, Київ) — українська композиторка та педагог. Лавреатка Шевченківської премії (1999). Заслужена діячка мистецтв України (2005).

## Біографія
Народилась 11 квітня 1958 року у Видиневі, Івано-Франківська область (тоді Станіславська область). У 1982 році закінчила Львівську державну консерваторію імені Миколи Лисенка за спеціальністю композиція в класі професора Володимира Флиса й у 1984 році — аспірантуру Київської державної консерваторії імені Петра Чайковського під керівництвом професора Мирослава Скорика.
З 1992 року викладала композицію в Національній музичній академії України. Лавреатка Міжнародного конкурсу композиторів імені Іванни та Мар'яна Коців (Київ, 1995), Національної премії ім. Т. Г. Шевченка за музично-сценічне дійство «Золотий камінь посіємо» (1999), Всеукраїнського конкурсу композиторів «Духовні псалми третього тисячоліття» у межах хорового фестивалю «Золотоверхий Київ» (2001).
У доробку: симфонічна, камерно-інструментальна, вокально-інструментальна, а також хорова музика. Її твори виконуються в Україні, Росії, Польщі, Канаді, Словаччині, Словенії, США, Швейцарії, Франції, Німеччині.
Була в шлюбі з українським альтистом Дмитром Гаврильцем.
Померла 27 лютого 2022 року в 63-річному віці в Києві. Тіло було кремовано, а урну з прахом перевезено у Львів і поховано на полі № 2 Личаківського цвинтаря.

## Громадська діяльність
Членкиня Національної спілки композиторів України (1985—2022), Голова Київської організації НСКУ (2010—2022).
Членкиня журі, голова журі багатьох міжнародних і всеукраїнських конкурсів, зокрема, голова журі першого Всеукраїнського вокального конкурсу «Світова класика українською».

## Відзнаки
- Лавреатка І-го Всеукраїнського фестивалю популярної музики «Червона рута» (Чернівці, 1989)
- Лавреатка Міжнародного конкурсу композиторок ім. Іванни та Мар'яна Коць (Київ, 1995)
- Лавреатка Національної премії України ім. Т. Г. Шевченка (1999)
- Лавреатка хорового конкурсу «Духовні псалми третього тисячоліття» (2001)
- Лавреатка премії «Київ» ім. А. Веделя (2005)
- Орден Святого Рівноапостольного князя Володимира (2005)
- Заслужена діячка мистецтв України (2005)

## Твори
Найбільшу популярність композиторці принесли хорові твори, оперті на народнопісенних та духовних витоках. Риси обрядовості й прадавніх ритуалів втілені в таких творах як «Золотий камінь…», «кроковеє колесо», значне місце займають у її творчості і біблійні образи, зокрема в хорах «Херувимська», «Тебе поєм», духовних псалмах «Боже мій, нащо мене ти покинув» та інших, у яких прослідковується опора на давні традиції кантового багатоголосся.
1. Струнний квартет № 1 (1981)
2. Концерт для фортепіано з оркестром (1982)
3. «Симфонічна поема» (1983)
4. Три романси на вірші С.Майданської (1983)
5. Духовий квінтет № 1 (1984)
6. Три хори на вірші Олександра Олеся (1984)
7. Камерна кантата «Погляд у дитинство» на вірші М. Вінграновського для сопрано і камерного оркестру (1987)
8. Соната для альта і фортепіано (1988)
9. Камерна симфонія № 1 (1990)
10. Квартет саксофонів (1991)
11. «Мій Боже любий, заступись…» на вірші Ф.Млинченка для мішаного хору (1991)
12. «Рапсодія-діалог» для флейти і фортепіано (1992)
13. «Lamento» на вірші Олександра Олеся для мішаного хору (1993)
14. Духовий квінтет № 2 (1994)
15. «Екслібриси» для скрипки соло (1994)
16. Концерт для альта з оркестром (1984)
17. Камерна симфонія № 2 «In Memoriam» (1995)
18. «In B» для саксофона-сопрано соло (1996)
19. «Осіння музика» для саксофона-тенора і фортепіано (1997)
20. Струнний квартет № 2 «Ремінісценції» (1997)
21. Музично-сценічне дійство за участю співачки Ніни Матвієнко «Золотий камінь посіємо…» (1997—1998)
22. «Гравітації» для фортепіано (1999)
23. «Canticum» для струнного оркестру (2000)
24. Давидові псалми для мішаного, жіночого, чоловічого хору:
  - «Блаженний, хто дбає про вбогого…» для жіночого хору (2000)
  - «Боже мій, нащо мене Ти покинув?» для мішаного хору (2000)
  - «До Тебе підношу, мій Господи, душу свою…» для чоловічого хору (2000)
25. Духовні твори на канонічні тексти:
  - «Херувимська» для мішаного хору (2000)
  - «Тебе поєм» для мішаного хору (2000)
  - «Блаженний, хто дбає про вбогого» для хору (2001)
26. «A-corda», симфонієта для альта і струнних (2001)
27. «Експресії» для струнного квартету (2004)
28. «Stabat Mater» для хору і оркестру (2002)
29. «Хорал» для струнних (2003)
30. «Нехай воскресне Бог!», хоровий концерт у 3-х частинах для мішаного хору на канонічні тексти (2004)
31. «Кроковеє колесо», концерт для жіночого хору на народні тексти (2004)
32. «Богородице, Діво, радуйся» для жіночого хору (2004)
33. «Тільки в Богові спокій душі моїй», Псалом для мішаного хору (2004)
34. «Жалі мої, жалі» для чоловічого хору на народні тексти (2004)

А також:
- П'єси для фортепіано для юних піаністів.
- Хори на вірші українських поетів, обробки українських народних пісень.
- Естрадні пісні на вірші українських поетів: Л. Костенко, Д. Павличка, В. Симоненка, Б. Олійника, Ф. Млинченка, Б. Чіпа, О. Кононенка, В. Стольникова.

## Родина
- Молодша сестра, Богдана Фроляк — також композиторка, лавреатка Шевченківської премії (2017).
- Чоловік, Дмитро Гаврилець — альтист, Заслужений діяч мистецтв України.